# 拼音入力方法
拼音入力方法（ピンインにゅうりょくほうほう、中国語: 拼音输入法）は中国語をコンピュータ、携帯電話などへ入力する方式で、中国大陸で発音符号として使われている漢語拼音（ローマ字）で入力して、簡体字漢字変換をしていくものである。
日本語のローマ字かな変換に相当する方法で、台湾では注音符号による注音入力方法で繁体字に変換する方法が広く使われている。

## 入力の実際
キーボードは米国式キーボードが広く使われていて、四声符号は無視して、「女」（nü）などのüはvで代用する。スペースキーを押すと選択される。中文入力とアルファベット入力の切り替えはMicrosoft Windowsではシフトキーで行なう。
ひとつの漢字の音を拼音で表そうすると、最大6文字必要になり、冗長である。このため、打鍵数を減らすためのいくつかの工夫がなされている。
- 双拼：すべての拼音を2打で打てるようになる。MS-DOS時代からあり、効率がよいために大抵の拼音入力システムに備わっているが、ある程度の学習期間が必要で、各社で配列が異なるという問題がある。
- 聯想式：ひとつの漢字を入力したときに、その字で始まる語を候補として表示する機能。
- よく使う熟語は、それを構成する各字の拼音の頭文字で入力できる。たとえば「大部分(dabufen)」は「dbf」で入力できる。

## 様々な拼音入力方法
おもに中国大陸で普通話・簡体字用に利用されてきたが、方言への応用、台湾・香港での繁体字表記へも使われだしている。
- Microsoft拼音IME (en:Microsoft Pinyin IME、zh:微软拼音输入法)
- Google ピンイン入力
- 捜狗輸入法
- QQ拼音輸入法 (zh:QQ拼音输入法)
- 百度拼音輸入法 (百度拼音输入法)
- 粤拼輸入法 (広東語用)

## 参照項目
- 中国語入力方法
- 注音輸入法 (台湾)
- 倉頡輸入法 (香港)
- 五筆字型輸入法（中国大陸、台湾・香港・マカオ）